# Hesla
Hesla è una suddivisione dell'India, classificata come census town, di 5.860 abitanti, situata nel distretto di Hazaribag, nello stato federato del Jharkhand. In base al numero di abitanti la città rientra nella classe V (da 5.000 a 9.999 persone).

## Geografia fisica
La città è situata a 23° 37' 12 N e 85° 17' 06 E.

## Società

### Evoluzione demografica
Al censimento del 2001 la popolazione di Hesla assommava a 5.860 persone, delle quali 3.108 maschi e 2.752 femmine. I bambini di età inferiore o uguale ai sei anni assommavano a 721, dei quali 387 maschi e 334 femmine. Infine, coloro che erano in grado di saper almeno leggere e scrivere erano 4.588, dei quali 2.573 maschi e 2.015 femmine.